# كراهية عرقية
تشير الكراهية العرقية أو الكراهية بين الأعراق أو الكراهية العنصرية أو التوتر العرقي إلى المشاعر والتحيز والعداء تجاه مجموعة عرقية بدرجات مختلفة.
توجد مصادر متعددة للكراهية العرقية والصراعات العرقية الناتجة عنها. تكمن جذورها في التعصبات القبلية في بعض المجتمعات، في حين أنها تنبع في حالات أخرى من تاريخ التعايش غير السلمي وبعض القضايا المتنازع عليها.
غالبًا ما يتعزز الصراع العرقي بسبب القومية والشعور بالتفوق الوطني. ولهذا السبب تتلاقى الكراهية بين الأعراق مع العنصرية، وغالبًا ما يتم الخلط بين المصطلحين.
كثيرًا ما استغل بعض القادة السياسيين الكراهية العرقية وغزوها لخدمة أجندتهم المتمثلة في السعي إلى توطيد الأمّة أو كسب أعداد أكبر من الناخبين من خلال الدعوة إلى صراع موحد ضد عدو مشترك (حقيقي أو خيالي).
يعتبر التحريض على الكراهية العرقية أو العنصرية في وقتنا الحالي جريمة جنائية في العديد من البلدان.

## دور وسائل الإعلام
يلعب التوجه الإعلامي دورًا في نشر الكراهية العرقية. تنشر وسائل الإعلام الحالية الرسائل الأساسية التي تصور بشكل سلبي بعض المجموعات العرقية إلى جمهور المشاهدين. على سبيل المثال: تستخدم النخب السياسية واجهات وسائل الإعلام للتأثير على وجهات نظر المشاهدين تجاه أفكار معينة. قام جوزيف غوبلز في ألمانيا النازية خلال الثلاثينيات من القرن الماضي بتنظيم نهج إعلامي فعّال من أجل تسويق أفكار الكراهية. على الرغم من أن الكتابات الأمريكية أظهرت وسائل الإعلام كأداة لا تحمل (تأثيرًا مستقلًا بشكل كبير) فإنّ وسائل الإعلام (تؤثر على ميول الناس). ويلعب الاختلاف الناتج عن العوامل الخارجية دورًا في الاستفادة من محتوى وسائل الإعلام نحو تصاعد الكراهية العرقية وذلك وفقًا للدراسات الاقتصادية الحديثة. تختلف آثار وسائل الإعلام على الأشخاص في مختلف المنصات لتقوية تأثير وسائل الاعلام على الجمهور. تشير البيانات التي تم أخدها من الدول الإسلامية إلى أن مشاهدة قناة الجزيرة يرتبط بمستويات أعلى من العداء للولايات المتحدة الأمريكية على عكس مشاهدة قناة سي إن إن حيث يملك المشاهدون لها معاداة أقل للولايات المتحدة الأمريكية.
يوجد نوعان من الإقناع: مباشر وغير مباشر. يتعلق الإقناع المباشر بوسائل الإعلام الجماهيرية حيث ينشر الكراهية بشكل متزايد والذي يؤدي إلى دفع الجماعات العرقية نحو العنف. يصدّر الإقناع غير المباشر الكراهية ويوجه السلوك نحو تنفيذ العنف.
ولوحظ الاستخدام المستمر لوسائل الإعلام من أجل نشر صورة سلبية عن المجموعات العرقية عبر مختلف الفترات التاريخية. جذبت سيطرة وسائل الإعلام على خطابات الكراهية التي صدّرتها الأحزاب النازية والفاشية أتباعها للدعوة إلى الكراهية والعنف. تلعب وسائل الإعلام الاجتماعية اليوم دورًا مهما في الصراعات العرقية في كينيا. تعتبر الانتماءات العرقية جزء مهم وكبير في تحديد أنماط التصويت في كينيا. ومع ذلك يربط العديد من الناس الانتماءات العرقية بالشكاوى التي تزيد أشكال الخلافات والكراهية والعنف.

## الدعاية
تلعب الدعاية دورًا كبيرًا إلى جانب وسائل الإعلام في نشر أفكار الكراهية العرقية. ارتبطت الدعاية بشكل كبير بالأنظمة الاستبدادية خلال القرن العشرين مثل رواية مزرعة الحيوانات للكاتب جورج أورويل والتي مهدت الطريق للتعليق على الأنظمة خلال تلك الفترة. ومع ذلك فإن الدعاية خطرة عند استخدامها بشكل سلبي. تشجع الدعاية بعض المعتقدات والتي تؤدي بدورها إلى القيام بالعمل. ويعرّف كل من جويت وأودونيل الدعاية بأنها «محاولة متعمدة ومنهجية لتشكيل الإدراك والتلاعب به، وتوجيه السلوك لتحقيق الاستجابة التي تعزز الهدف الذي يريده صاحب الدعاية». يشير التعريف إلى التلاعب من أجل تحقيق المصلحة الذاتية، وهو افتراض يصعب إثباته. تمثل الدعاية (أسطورة منظمة) تحد من فرصة اكتشاف الحقيقة بشكل سلبي. استخدم كل من ستالين وهتلر وموسوليني الدعاية بشكل يشجع الانطباع الكاذب الذي أخفى الحقيقة لفترة طويلة. بالإضافة إلى ذلك توجد تأثيرات معقدة ظهرت خلال حملات الدعاية للحرب العظمى من عام 1914 وحتى 1918 والثورة الروسية عام 1917 مثل التلغراف والصحف والتصوير والراديو والسينما والشركات الكبيرة التي تبحث عن أسواق جديدة وصعود الصحافة ذات الأفكار الإصلاحية وتأثير الحركات الفنية وعلم النفس وعلم الاجتماع والتسويق. تعتبر الحرب النفسية في الأساس عمليات منظمة للإقناع.
تثير الأبحاث التجريبية بعضًا من الشكوك حول دور الدعاية في التحريض على الكراهية، وتجد أنها أقل قدرة على تغيير الآراء مما هو مفترض في كثير من الأحيان. على سبيل المثال: ذكرت المراجعة الأدبية لعام 2017 أنه: «أولًا: غالبًا ما تفشل الدعاية. لنأخذ الدعاية النازية مثالًا على ذلك، فقد فشلت في جمع الدعم لتشريع القتل الرحيم للمعاقين، وفشلت إلى حد كبير في تغيير آراء الناس لمعاداة السامية، وفشلت في زيادة شعبية الحزب النازي، وسرعان ما فشلت في جعل الألمان أكثر تفاؤلاً بشأن نتائج الحرب.